# Астаповский сельский округ (Московская область)
Астаповский сельский округ — упразднённая административно-территориальная единица, существовавшая на территории Луховицкого района Московской области в 1994—2006 годах.
Астаповский сельсовет был образован в первые годы советской власти. До 1929 года он входил в состав Зарайского уезда Рязанской губернии.
В 1929 году Астаповский с/с был отнесён к Луховицкому району Коломенского округа Московской области.
8 января 1931 года Луховицкий и Белоомутский районы объединились в Горкинский район, куда вошёл и Астаповский с/с.
11 мая 1931 года Горкинский район был переименован в Луховицкий район.
14 июня 1954 года Астаповский с/с был упразднён, а его территория передана в Носовский с/с.
31 июля 1959 года Астаповский с/с был восстановлен путём преобразования Нововнуковского с/с.
1 февраля 1963 года Луховицкий район был упразднён и Астаповский с/с вошёл в Коломенский сельский район. 11 января 1965 года Астаповский с/с был возвращён в восстановленный Луховицкий район.
3 февраля 1994 года Астаповский с/с был преобразован в Астаповский сельский округ.
8 августа 2001 года в Астаповском с/о была упразднена деревня Нововнуково.
В ходе муниципальной реформы 2004—2005 годов Астаповский сельский округ прекратил своё существование как муниципальная единица. При этом его селения были переданы в сельское поселение Астаповское.
29 ноября 2006 года Астаповский сельский округ исключён из учётных данных административно-территориальных и территориальных единиц Московской области.